# 조선민주주의인민공화국 금속기계공업성
조선민주주의인민공화국 금속기계공업성(朝鮮民主主義人民共和國 金屬機械工業省)은 조선민주주의인민공화국의 내각 중앙 행정 기관으로, 금속 생산과 기계 생산, 설비 사무를 관장하였다. 1998년 9월 금속공업성과 기계공업성을 통합하여 발족하였으나 2005년 5월 30일 다시 금속공업성과 기계공업성으로 분리되었다.

## 연혁
- 기계공업성과 금속공업성 통합, 금속기계공업성으로 개편
- 1977년 12월 15일 금속기계공업성 해체
- 1998년 9월 금속기계공업성 설치
- 2005년 5월 30일 금속기계공업성 폐지

## 조직
- 생산설비지원국
- 기술지도국
- 자동화관리국
- 국립제철소

## 역대 상, 부상

### 역대 상
- 전승훈 1998년 9월 1일 ~
- ?, ? ~ 2005년 5월 30일

### 역대 부상
- 오수용, 1998년 9월 1일 ~ 1999년 12월
- 한광복 1998년 11월 ~

## 같이 보기
- 금속공업성
- 기계공업성